# Nothocestrum
Genre
Nothocestrum est un genre de plantes de la famille des Solanaceae.

## Liste d'espèces
Selon NCBI (16 avr. 2012) :
- Nothocestrum latifolium
- Nothocestrum longifolium

Selon ITIS (16 avr. 2012) :
- Nothocestrum breviflorum A. Gray
- Nothocestrum latifolium A. Gray
- Nothocestrum longifolium A. Gray
- Nothocestrum peltatum Skottsb.

Selon Catalogue of Life (16 avr. 2012) :
- Nothocestrum breviflorum
- Nothocestrum brevifolium
- Nothocestrum latifolium
- Nothocestrum longifolium
- Nothocestrum peltatum